# Пакувальні відходи
Пакувальні відходи — частина відходів, яка складається з упаковки і пакувального матеріалу, і складають більше частину загальної кількості світового сміття, основна частина пакувальних відходів складаються з пластикової одноразової упаковки для харчових продуктів, що є ознакою « культури викидання». Примітними прикладами, для яких необхідність регулювання була визнана на ранній стадії, є «контейнери для рідин для споживання людиною», тобто пластикових пляшок, тощо. У Європі Німеччина очолює список виробників пакувальних відходів, що складає понад 220 кг упаковки на душу населення.

## Передумови

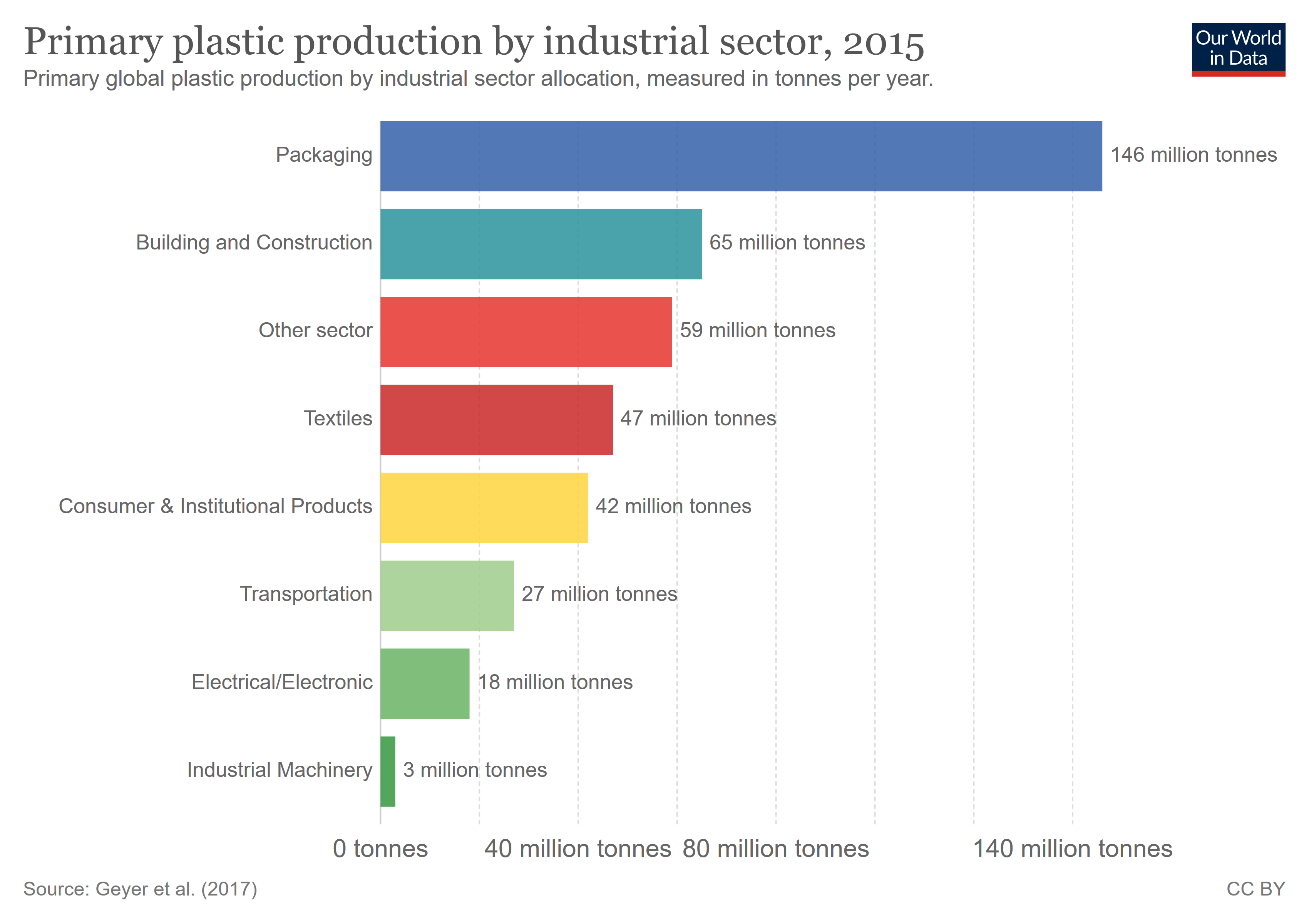
Виробництво пластмас за галузями промисловості в 2015 р.

За даними Агентства з охорони навколишнього середовища США (EPA), контейнери та упаковка визначаються, як продукти, які за визначенням, підлягають утилізації того ж року, коли придбані продукти, які містяться у цій упаковці. За оцінками, у 2015 році більшість твердих відходів становило пакувальні продукти, яких було утворено близько 77,9 мільйонів тонн (29,7 % від загальної кількості утворених відходів). Упаковка може бути будь-якої форми, починаючи від коробок Amazon і закінчуючи банками газованої води, і використовується для зберігання, транспортування, зберігання та захисту товарів, щоб клієнти були задоволені. Типи пакувальних матеріалів включають: скло, алюміній, сталь, папір, картон, пластик, дерево та інші різні матеріали. Пакувальні відходи є переважним джерелом відходів у сучасному світі та складають понад половину відходів у світі.
У 2015 у США році рівень переробки упаковки становив 53 відсотки. Далі слідує поховання на полігонах, куди потрапило 29,4 мільйона тонн відходів упаковки (що складало 21,4 % від загальних обсягів поховань) протягом того ж року. Крім того, на спалювання було використано 7,2 млн тонн тари та упаковки, що становило 21,4 % від загальної маси, яку було використано на спалювання для рекуперації енергії.
Оскільки відходи упаковки забруднюють Землю, усе живе на Землі зазнає негативного впливу, який впливає на їхній спосіб життя. Морські або наземні тварини задихаються через забруднення відходами упаковки. Це серйозна проблема для країн з низьким рівнем доходу, які не мають ефективної системи управління відходами для очищення навколишнього середовища та є основним джерелом забруднення глобального океану . Але навіть у країнах із високим рівнем доходів, де є можливість переробляти відходи, є люди-«смітники», які не мають мотивації здавати відходи на переробку і замість цього залишають відходи своєї життєдіяльності, де заманеться. Найбільшу кількість твердих відходів в одному місці, які також включають багато пакувальних відходів, містить Велика тихоокеанська сміттєва пляма, яка розташована на захід від узбережжя Північної Америки до Японії. Більшість пакувальних відходів, які зрештою потрапляють в океан, часто надходять із таких місць, як озера, струмки та стічні води .
Можливі рішення щодо зменшення відходів упаковки дуже прості та легкі, і вони можуть початися з політики мінімізації пакувальних матеріалів до стратегії нульових відходів (продукція без упаковки). Проблема в основному полягає у відсутності мотивації почати зміни. Але є приклади ефективних способів допомогти зменшувати забруднення упаковки, які включають: заборону використання одноразового пластику, підвищення соціальної обізнаності та освіти, просування екологічно чистих альтернатив, громадський тиск, добровільне прибирання та впровадження багаторазових або біорозкладних пакетів.

## Надмірне пакування

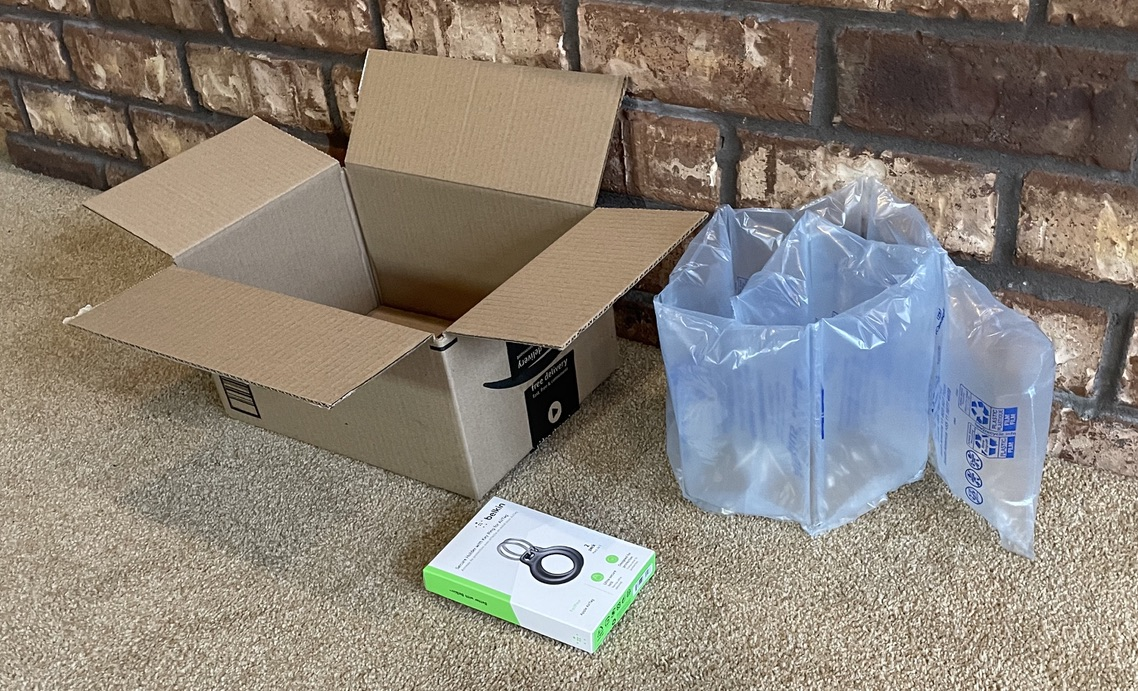
Надмірне пакування. Доставка невеликого товару в гофроящику, який набагато більшого розміру від запакованого товару, а для заповнення пустот використані повітряні подушки. У даному випадку пакування у м'якому конверті було б цілком достатнім.

Інститут фахівців з упаковки визначає надмірне пакування як «стан, коли методи та матеріали, що використовуються для упаковки товару, перевищують вимоги до належного утримання, захисту, транспортування та продажу». Надлишкове пакування — це протилежність до зменшення ресурсів, і кількості відходів за допомогою належного дизайну та практики упаковки.
Класичним прикладом марнотратства дизайну упаковки є коробки пластівців для сніданку. Зазвичай це складувана картонна коробка, в якій міститься пластиковий пакет із пластівцями. Коробки зазвичай високі та широкі, але дуже тонкі. Це призводить до неефективного та марнотратного співвідношення матеріалу до об'єму. Інженери структурної упаковки знають про можливість зменшити витрати на упаковку, матеріали та відходи, але маркетологи знаходять аргументи на користь упаковок у стилі «білборд» для реклами та графіки. Для оптимізованої складуваної коробки для того самого об'єму крупи можна використовувати набагато менше картону, але зі зменшеною площею поверхні для графіки. Використання поліетиленового пакета без контейнера дозволить використовувати ще меншу кількість матеріалів на одиницю ваги крупи.
Упаковка Slackfill — це упаковка, яка навмисно недостатньо заповнена, що призводить до нефункціонального вільного простору. Виробники упаковок, які так роблять, не лише ризикують отримувати звинувачення за оманливу упаковку, але й використовують надмірну кількість як упаковки, так і відходів упаковки.
Що стосується крихких предметів, таких як побутова електроніка, інженери намагаються узгодити крихкість продукту з очікуваними навантаженнями під час транспортування. Амортизувальна упаковка використовується для забезпечення безпечної доставки товару. У разі надмірного пакування використовується амортизаційна подушка та гофрована коробка більшого розміру — теж надмірне пакування. І навпаки, недостатня кількість упаковки означатиме недостатньої амортизації. Надмірна кількість пошкодженої продукції, спричиненої недостатньо якісним пакуванням, можуть мати гірший вплив на довкілля, ніж відходи упаковки.
Іноді упаковка призначена для захисту продукту тільки для поширення у роздрібних магазинах. Проте в онлайн-магазинах або компаніях електронній комерції товари, упаковані для роздрібного продажу, можуть відправлятися індивідуально отримувачам пакетною доставкою або невеликими перевізниками. Роздрібна упаковка часто пакується у більші гофроящики для відправлення. Часто ці зовнішні ящики набагато більші, ніж потрібно, тому для заповнення пустот використовуються спеціальні заповнювачі пустот. Швидке зростання електронної комерції посилило проблеми з пакуванням, оскільки для транспортування товарів часто потрібні додаткові захисні матеріали та великі коробки для забезпечення безпечного переміщення, що ще більше збільшує кількість відходів упаковки. Це може виглядати як надмірне пакування, але іноді у цьому є необхідність. Якби виробник розробляв упаковку відповідно до вимог кожного окремого перевезення, то вантаж, доставлений у роздрібний магазин, мав би надмірне пакування. Іноді для розділеного поширення потрібно розробляти два типи упаковки, що призводить до неефективності виробництва.

## Види відходів упаковки

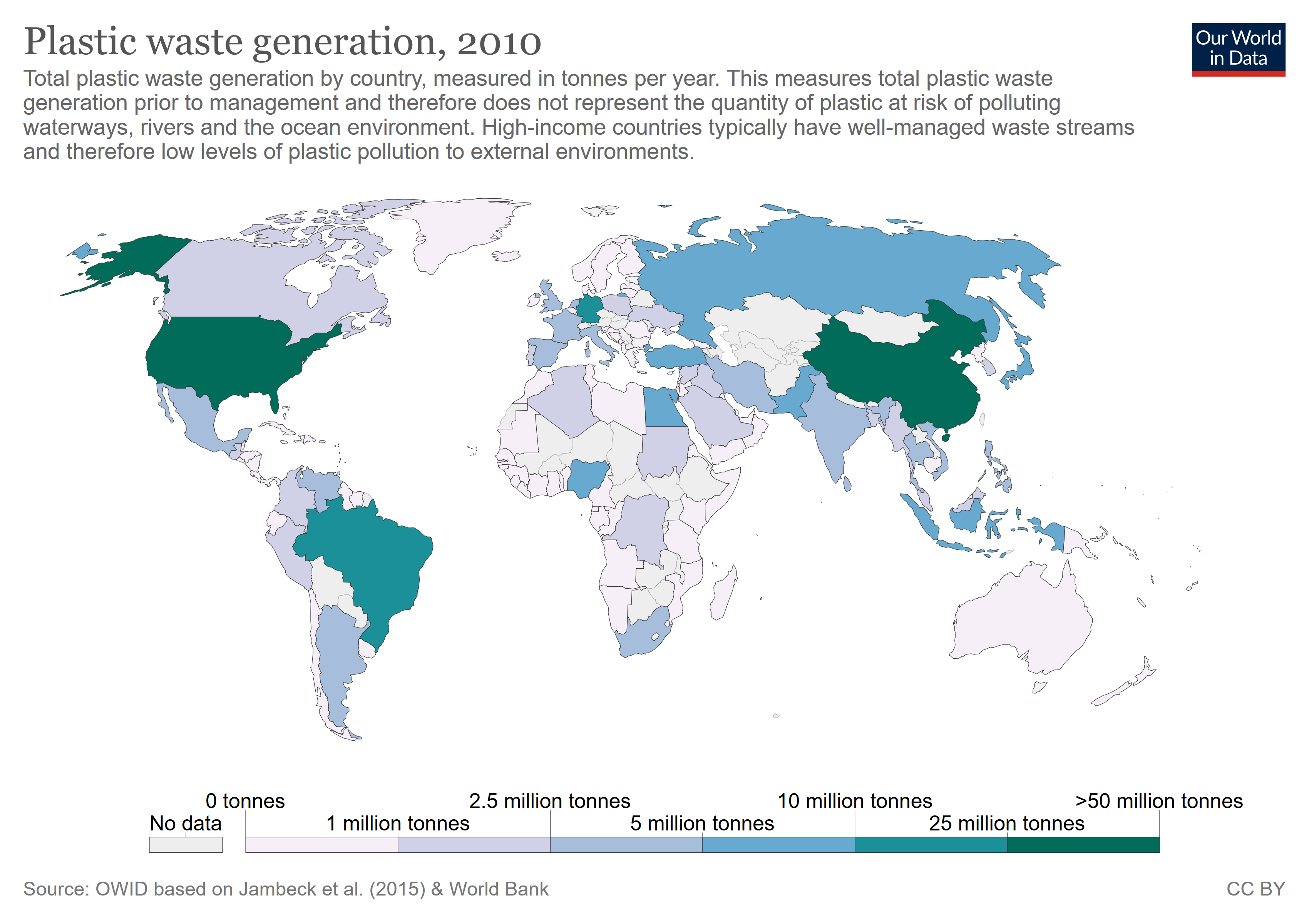
Утворення пластикових відходів у 2010 р.

### Скляна тара
Прикладами скляної тари є пляшки та банки для напоїв, соків та для зберігання харчових продуктів. За підрахунками EPA, у 2015 році було використано 9,1 мільйона тонн скляної тари, що становило 3,5 відсотка від загальної маси твердих побутових відходів (ТПВ). Близько 70 відсотків спожитого скла використовується для виготовлення скляної тари та пакування. Принаймні 13,2 відсотка скляної продукції і тари спалюється при рекуперації енергії. Кількість склотари та упаковки, яка потрапляє на звалище, становить близько 53 відсотків.

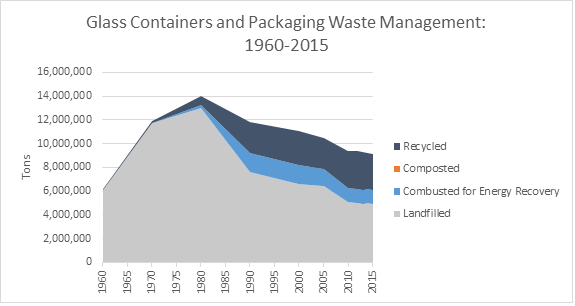
На цьому графіку показано загальну кількість тонн скляної тари, виробленої, переробленої, компостованої, спаленої з рекуперацією енергії та захороненої у період з 1960 по 2015 рік.

### Алюмінієва тара та упаковка
Відходи алюмінієвої тара та упаковки зазвичай походять від банок з-під будь-яких напоїв, але фольга також може бути ще джерелом. Підраховано, що близько 25 відсотків алюмінію використовується для пакувальних цілей. Згідно даних Асоціації алюмінію, було підраховано, що в 2015 році було вироблено щонайменше 1,8 мільйона тонн алюмінієвої упаковки, що склало 0,8 відсотка маси ТПВ. Із усієї виробленої маси, близько лише 670 000 тонн алюмінієвої тари та упаковки було перероблено. А на звалища потрапляють близько 930 000 тонн.

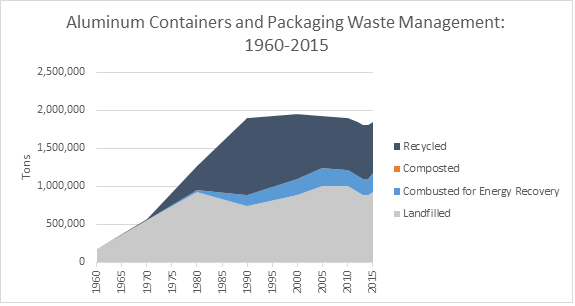
На графіку показано загальну кількість тонн алюмінієвих контейнерів, створених, перероблених, компостованих, спалених при відновленні енергії та захоронених на смітниках за час з 1960 по 2015 роки.

### Сталева тара та упаковка

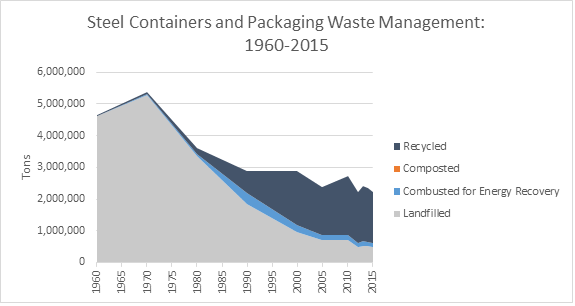
На графіку відображається загальна кількість тонн сталевої упаковки, створеної, переробленої, компостовано, спалено із рекуперацією енергії та захоронено за час із 1960 по 2015 рік.

Сталева тара і діжки — це основна металева продукція у сфері тари і упаковки. Для пакувальних йде лише приблизно 5 відсотків світового виробництва сталі, що вносить найменший внесок до відходів відходів і є найбільшою фракцією, яка переробляється. Вміст металу склав 2,2 млн тонн або 0,9 відсотка ТПВ, утворених у 2015 році. Згідно до даних Інституту переробки сталі, приблизно 1,6 мільйона тонн (73 відсотки) сталевої упаковки було перероблено. Також, на спалювання з рекуперацією енергії потрапило 5,4 відсотки сталевих пакувальних матеріал, а 21,6 відсотка було викинуто на сміттєзвалища.

### Паперова і картонна тара та упаковка

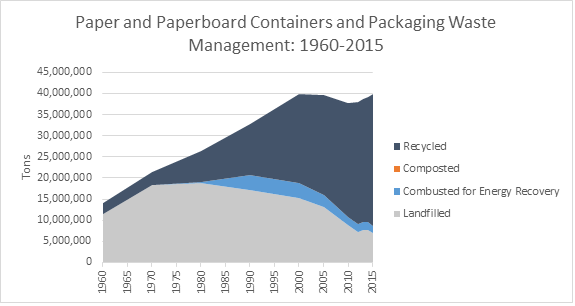
На цьому графіку показано загальну кількість тонн паперу та картонної тари, створеної, переробленої, компостованої, спаленої із рекуперацією енергії та захороненої з 1960 по 2015 роки.

Більшу частину, у тому числі ТПВ у 2015 році, становили гофроящики, яких було вироблено щонайменше 31,3 мільйона тонн (11,3 відсотка від загального обсягу відходів). Але разом із тим, цей тип відходів є найбільш перероблюваним — 28,9 мільйона тонн (92,3 відсотка) паперу і картону було перероблено у 2015 році.
На сміттєзвалища потрапляє 1,9 млн тонн паперових і картонних упаковок, а на спалювання — 0,5 млн тонн. Окрім гофроящиків, іншими типами паперових пакувальних відходів є картонні коробки, пакети, мішки, обгортковий папір та інші коробки, які використовуються для взуття чи косметики. Паперова та картонна тара склали 39,9 млн тонн або 15,1 відсотка від загального обсягу ТПВ, утворених у 2015 році. Загальний рівень повторної переробки становить 78,2 відсотка, незначні 4,3 відсотка було спалено з генерацією енергії, а 17,6 відсотка потрапили на сміттєзвалища.

### Дерев'яна тара
Дерев'яна тара — це все, що виготовлено з деревини і використовується для пакування (наприклад, дерев'яні ящики, дерев'яна стружка, дошки та планки). Дерев'яна тара все ще широко використовується у сучасному світі для транспортування вантажів. Згідно до даних EPA, які використали дослідження Політехнічного інституту Вірджинії та Південної науково-дослідної станції лісової служби Міністерства сільського господарства США, у 2015 році було вироблено 9,8 мільйонів тонн дерев'яної упаковки, що склало 3,7 відсотка від загального обсягу ТПВ. Також у 2015 році було перероблено 2,7 млн тонн. Крім того, за загальними оцінками, 14,3 відсотка виготовленої дерев'яної тари та відходів упаковки було спалено з рекуперацією енергії, тоді як 58,6 відсотка потрапили на сміттєзвалища.

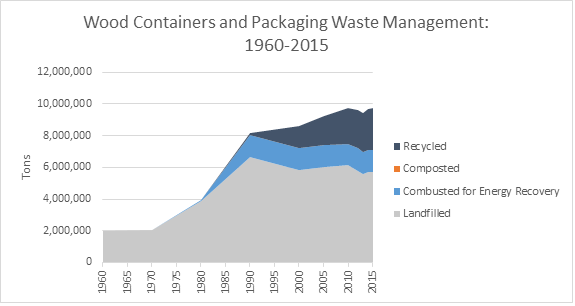
Цей графік відображає загальну кількість тонн дерев'яної тари, створеної, переробленої, компостованої, спаленої з рекуперацією енергії та захороненої у період із 1960 по 2015 рік.

### Пластикова тара та упаковка

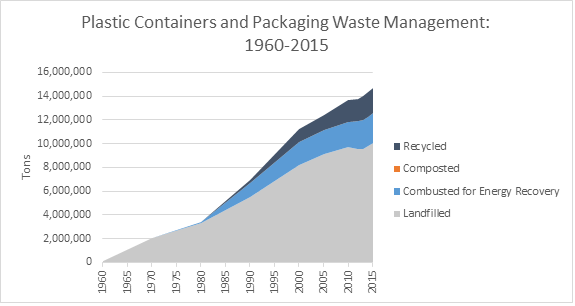
На цьому графіку показано загальну кількість тонн пластикових контейнерів, створених, перероблених, компостованих, спалених із рекуперацією енергії та захоронених у період з 1960 по 2015 рік.

Пластикові пляшки, пакетах для покупок, тара для молока і води тощо — це все пластикові контейнери та упаковка. Агентство з охорони навколишнього середовища США (EPA) використовували дані Американської хімічної ради, щоб підрахувати, що в 2015 році було вироблено 14,7 мільйонів тонн (5,5 відсотка ТПВ) пластикових контейнерів і упаковки . Загалом було перероблено близько 2,2 мільйона тонн пластикової тари і упаковки (14,6 відсотка). Крім того, 16,8 відсотка було спалено з рекуперацією енергії, а 68,6 відсотка потрапило на сміттєзвалища. Більшість пластмас виготовляється з поліетилентерефталату (PET), поліетилену високої щільності (HDPE), поліетилену низької щільності (LDPE), полівінілхлориду (PVC), полістиролу (PS), поліпропілену (PP) та інших видів пластику. Як було зазначено, рівень переробки ПЕТ-пляшок і іншої тари склав 29,9 відсотка (890 000 тонн), а переробка тари для води та молока з поліетилену високої щільності становила 30,3 відсотка (230 000 тонн).

## Роль пакувальних відходів у забрудненні

### Сміття
Сміття в основному складається з відходів упаковки. Окрім забруднення ландшафту, відходи також становлять небезпеку для здоров'я різних життєвих форм. Такі пакувальні відходи, як скляні та пластикові пляшки, є основними складовими сміття. Вони також мають величезний вплив на морське середовище, коли тварини потрапляють у пластикову упаковку або випадково споживають її.

### Забруднення повітря
Виробництво пакувальних матеріалів є основним джерелом забруднення повітря, яке поширюється по всьому світу. Деякі викиди відбуваються внаслідок випадкових пожеж або діяльності, яка включає спалювання відходів упаковки, внаслідок чого у повітря потрапляють вінілхлорид, фреон і гексан. Також викиди можуть виникати на звалищах, при цьому у повітря вивільняються CO2 і метан. Більшість CO2 утворюється при виробництві сталевої та скляної упаковки.

### Забруднення води

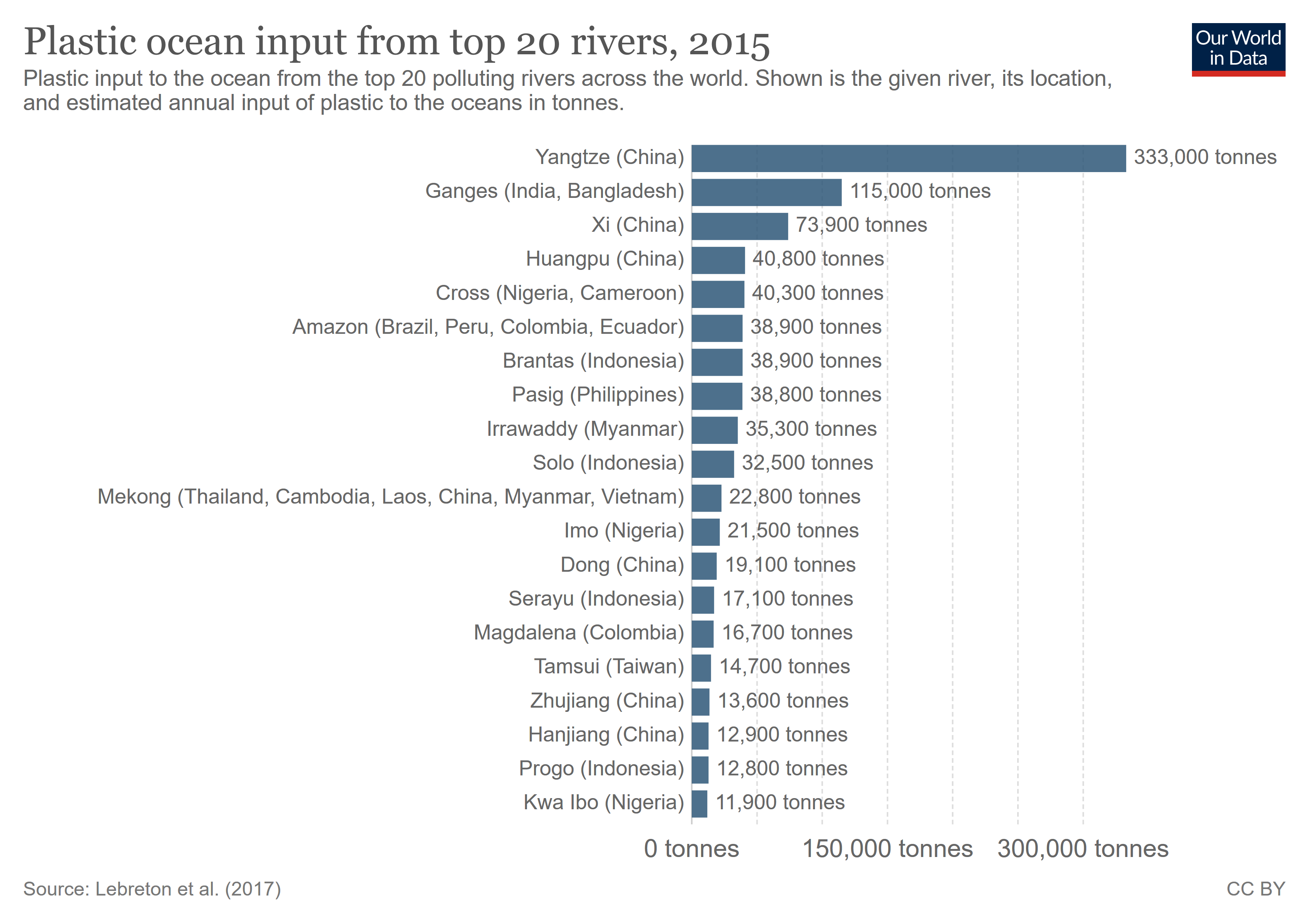
Надходження пластику в океан з 20 найбільших річок у 2015 році.

Пакувальні відходи можуть надходити з наземних або морських джерел. Поточне розташування концентрації великої кількості водного забруднення — це Велика тихоокеанська сміттєва пляма, яка розташована на захід від узбережжя Північної Америки і до Японії. Джерелом забруднення морів є річки, які захоплюють і несуть до моря і світового океану пакувальні матеріали. Відповідно до загальної статистики, близько 80 відсотків відходів упаковки в океані надходить із наземних джерел, а 20 відсотків — із морських. 20 відсотків пакувальних відходів, які надходять із забрудненням морів, надходять із річок Китаю, починаючи від найменших до найбільших: Ханьцзян, Чжуцзян, Дун, Хуанпу, Сі та Янцзи. Всі інші джерела забруднення морів надходять з річок Африки та Південно-Східної Азії.

## Вплив на морські види і види дикої природи
Більшість видів морських і диких тварин страждають від наступного:
- Заплутаність: принаймні 344 види заплутуються у відходах упаковки, особливо у пластикових.[4] Більшість жертв — морські види, такі як кити, морські птахи, черепахи та риби.[4][6]
- Потрапляння всередину: зареєстровано 233 морських видів, які споживали відходи пластикової упаковки ненавмисно, навмисно чи опосередковано.[4] Знову ж таки наступними жертвами були кити, риби, ссавці, морські птахи та черепахи.[4][6] Наслідком споживання пластикових відходів упаковки можуть призвести до значного зменшення місткості шлунка, що призводить до поганого апетиту та помилкового відчуття насичення.[4] Найгірше те, що розмір проковтнутого матеріалу може бути співрозмірними із розмірами організмів.[4] Наприклад, мікропластик, який споживає планктон і риба, може містити пластик цигаркових недопалків.[4][6] Також пластик може заблокувати або перфорувати кишку, викликати виразкові ураження або розрив шлунка.[4][6] Зрештою це все може призводити до смертельних наслідків.
- Взаємодія: контакт тварин з відходами упаковки включає зіткнення, садна або використання як субстрату.[4]

## Вплив на здоров'я людини
Бісфенол А (BPA), стирол і бензен можна знайти в деяких відходах упаковки. BPA може впливати на серця жінок, назавжди пошкоджувати ДНК мишей і, здається, потрапляє в організм людини з різних невідомих джерел. Дослідження, опубліковані в Journal of American Association, показують, що вищий рівень бісфенолу А було значною мірою пов'язане із захворюваннями серця, діабетом і аномально високими рівнями певних ферментів печінки . Вищевказані небезпечні речовини знаходяться в наших харчових ланцюгах. Коли риба або планктон споживають мікропластик, він також може потрапити в наш харчовий ланцюг. Мікропластик також був виявлений у звичайній кухонній солі, а також у водопровідній та бутильованій воді . Мікропластик небезпечний, оскільки токсини можуть впливати на нервову, дихальну та репродуктивну системи організму людини.

## Заходи щодо зменшення відходів упаковки

### Удосконалення системи управління відходами
- Розділення відходів за джерелами: пластик, органіка, метали, папір тощо[8]
- Ефективний збір розділених відходів, транспортування та безпечне зберігання[8]
- Економічна переробка матеріалів (включно із пластиком)[8]
- Зменшення захоронень на сміттєзвалищах та скидання у навколишнє середовище[8]

### Просування екологічно чистих альтернатив
Уряди, які співпрацюють із промисловими виробниками, можуть підтримати розробку та просування стійких альтернатив, щоб поступово відмовитися від одноразового пластику. Якби уряди запровадили економічні стимули, які мали підтримувати проєкти, які покращують або переробляють одноразові предмети та стимулюють створення малих підприємств, вони могли б сприяти впровадженню екологічно чистих альтернатив одноразовому пластику.

### Соціальна свідомість і освіта
Соціальна обізнаність і освіта також є способами сприяння вирішенню проблем, подібних до сприяння зменшенню відходів упаковки. Використання засобів масової інформації надає окремим особам або групам швидкий доступ до поширення інформації та інформування громадськості про те, що відбувається у світі, і про те, як інші можуть зробити свій внесок у вирішення проблем відходів упаковки. Школи також корисні для поширення освіти з фактичними знаннями та можливостями по зменшенню пакувальних відходів і можуть запропонувати шляхи, щоб заохочувати людей допомагати зберігати нашу планету чистою. Стратегії інформування громадськості можуть включати різні заходи, спрямовані на переконання та навчання. Ці стратегії можуть бути зосереджені на повторному використанні та переробці ресурсів, а також на заохоченні відповідального використання та мінімізації утворення відходів і сміття.

### Добровільні акції щодо зменшення пакувальних відходів
- Повторне використання пакетів
- Приносити багаторазові пакети у супермаркети[8]
- Ремонт зламаних предметів, замість того, щоб викидати їх[8]
- Обмін пакувальних матеріалів у спеціальних боксах
- Переробка
- Прибирання прибережних районів
- Проводити громадські роботи з очищення парків та вулиць від пакувальних відходів